# Blue Rondo à la Turk
Blue Rondo à la Turk is een jazznummer van het Dave Brubeck-kwartet en is geschreven door pianist Dave Brubeck. Het nummer verscheen op het album Time Out in 1959.
Het is een jazznummer, maar het thema is bijna klassiek. Het nummer is geschreven in 9/8-maatsoort, maar de opbouw is niet 3-3-3 (gebruikelijk) maar 2-2-2-3 geïnspireerd door het aksakritme. Het thema staat geheel in 9/8. De muzikale 'zinnen' zijn allemaal in opbouw 2-2-2-3, de verbindingsmaten 3-3-3.
Het nummer begint vrij eenvoudig, maar later wordt het erg complex, en zijn bijna alle vingers nodig om (de pianopartij van) het stuk te spelen. Na het thema wordt drie keer gewisseld tussen 2 maten 9/8 en 2 maten swing (4/4), maar daarna blijft het stuk een tijdje in swing. Tijdens de swing wordt er gesoleerd door piano en altsax. Na de swing volgen weer drie keer 2 maten 9/8 en 2 maten swing (4/4), en daarna komt het thema bijna identiek weer terug. Het eindigt in een A-majeur akkoord, opmerkelijk omdat in het thema steeds tussen F majeur en a mineur gewisseld wordt. De slagwerkpartij valt geleidelijk in in het begin (op ride-cymbal), en speelt daarna steeds uitbundiger mee.
Het nummer is een vrij grote hit geweest voor het Dave Brubeck Quartet en is afkomstig van de lp/cd Time Out.

## Media
|  | |
|  | De eerste maten van het thema van Blue Rondo a la Turk waarbij de 9/8 opbouw goed te horen is. (download·info) |